# Alsophila firma
Alsophila firma, llamado comúnmente helecho maquique, es una especie de la familia de los helechos arborescentes (Cyatheaceae). 

## Descripción
Helecho de crecimiento arbóreo, con un solo tronco (estípite) erecto, que alcanza hasta 10,5 m de altura y alrededor de 30 cm de diámetro. Está cubierto de escamas estrechas y gruesas espinas curvadas de color negro de unos 12 mm de largo. Las frondas, de hasta 3 m de largo, son bipinnadas pinnatífidas, de muy firmes a subcoriáceas, pinnas con peciolo de hasta 1 cm, venas mayormente simples, ápices de las pinnulas agudos, algo ascendentes, crenulados, pero los márgenes a menudo recurvos; soros mediales, con indusio globoso. Entre las especies con indusio de este género, las espinas son características de A. firma.

## Distribución y hábitat
En México se ha encontrado en los estados de Chiapas, Hidalgo, México, Oaxaca, Puebla, Querétaro, San Luis Potosí y Veracruz; se distribuye también en Guatemala, Belice, Honduras, El Salvador, Nicaragua, Costa Rica, panamá y Ecuador.
Habita bosques húmedos de montaña, en altitudes que van desde los 600 a los 2500 m s. n. m.

## Estado de conservación
Se encuentra listada en la NOM-059-SEMARNAT-2010 en la categoría Sujeta a "Protección Especial" (Pr). En la Unión Internacional para la Conservación de la Naturaleza (UICN) aparece bajo la categoría de No Evaluada (NE). No se encuentra listada en Apéndices de la CITES (Convención sobre el Comercio Internacional de Especies Amenazadas de Fauna y Flora Silvestres).

## Importancia cultural y usos
Ornamental

## Etimología
El nombre del género (Alsophila) se deriva del griego “alsos” (surco o muesca) y “philos” (que gusta de o que ama), la especie (A. firma) quiere decir “firme”.